# 대니얼 휴 켈리
대니얼 휴 켈리(영어: Daniel Hugh Kelly, 1952년 8월 10일 ~ )는 미국의 배우, 각본가, 제작자, 텔레비전 감독이다.
엘리자베스에서 태어났다.

## 출연 작품

### 영화
- 쿠조 (1983)
- 노웨어 하이드 (1987)
- 위험한 연인 (1987) - 스코티 역
- 위험한 아이 (1993)
- 맥쉐인의 최후의 결판 (1994, MacShayne: The Final Roll of the Dice)
- 터스키기 에어맨 (1995, The Tuskegee Airmen)
- 흑과 백 (1995, Bad Company) - 굿 윈 역
- 다니엘 스틸 - 위대한 사랑 (1996, No Greater Love)
- 사랑 때문에 (1998, Labor of Love)
- 마견 2 (1998, Atomic Dog)
- 스타 트랙 9 - 최후의 반격 (1998)
- 칠 팩터 (1999) - 리오 비텔리 대령 역
- 인 크라우드 (2000, The In Crowd) - 헨리 톰프슨 의사 역
- God's Country (2011) - 휘터커 씨 역
- 가디언 (2001, Guardian)
- 더 몽키스 포 (2013, The Monkey's Paw) - 길레스피 역
- 데블 메이 콜 (2013, Devil May Call) - 토니 역
- Sex, Death and Bowling (2015)
- 파더스 시크릿 (2016, A Father's Secret)

### 텔레비전
- Chicago Story (1982)
- 탐정수첩 (1983-86, Hardcastle and McCormick)
- 질풍의 블랙잭 (1991, The 100 Lives of Black Jack Savage)
- 올 마이 칠드런 (1993-94)
- 로앤오더 (1995, 1999, 2001, 2005)
- 노아의 아이들 (1996-97, Second Noah)
- 지구에서 달까지 (1998, From the Earth to the Moon)
- 라스베가스 (2003)
- 웨스트 윙 (2004)
- 성범죄수사대: SVU (2005)
- 수퍼내추럴 (2005)
- 애즈 더 월드 턴즈 (2007-09)
- 보스턴 리걸 (2008)
- 콜드 케이스 (2008)
- NCIS: 로스앤젤레스 (2010)
- 특수범죄 전담반 (2010)
- Memphis Beat (2010-11)
- 멘탈리스트 (2011)
- 캐슬 (2014)
- NCIS (2014)
- 메이저 크라임 (2017)